# Canadair CT-133 Silver Star
Canadair CT-133 Silver Star (tovarniška oznaka CL-30) je kanadska licenčna verzija lovca Lockheed T-33 Shooting Star. T-33 je uporabljal za pogon reaktivni motor Allison J33, medtem ko je CT-133 uporabljal britanski reaktivni motor Rolls-Royce Nene 10. Zgradili so okrog 650 letal, ki so jih uporabljale Kraljeve kanadske letalske sile (RCAF) in letalske sile Bolivije, Grčije, Francije, Portugalske in Turčije.

## Specifikacije (CT-133)
- Posadka: 2
- Dolžina: 11,48 m (37 ft 8 in)
- Razpon kril: 12,93 m (42 ft 5 in)
- Višina: 3,55 m (11 ft 8 in)
- Teža praznega letala: 3830 kg (8440 lb)
- Maks. vzletna teža: 7630 kg (16800 lb)
- Motor: 1 × Rolls-Royce Nene 10 turboreaktivni motor s 22 kN (5000 lb) potiska

- Največja hitrost: 920 km/h (500 vozlov, 570 mi/h)
- Višina leta (servisna): 14000 m (47000 ft)